# Шаше
Шаше (англ. Shashe River) — річка на сході Ботсвани і південному заході Зімбабве. Велика ліва притока річки Лімпопо. Бере початок поблизу міста Франсистаун і тече в південно-східному напрямку аж до свого гирла поблизу кордону з ПАР . На більшій частині своєї течії формує кордон між Ботсваною і Зімбабве. Поблизу села Тулі річка на короткій ділянці повністю виходить на територію Зімбабве, проте незабаром знову повертається на кордон. Шаше є тимчасовою рікою і повністю пересихає протягом більшої частини року. Шаше становить 12,2% від всього поверхневого стоку в басейн Лімпопо.